# Planetární mlhovina

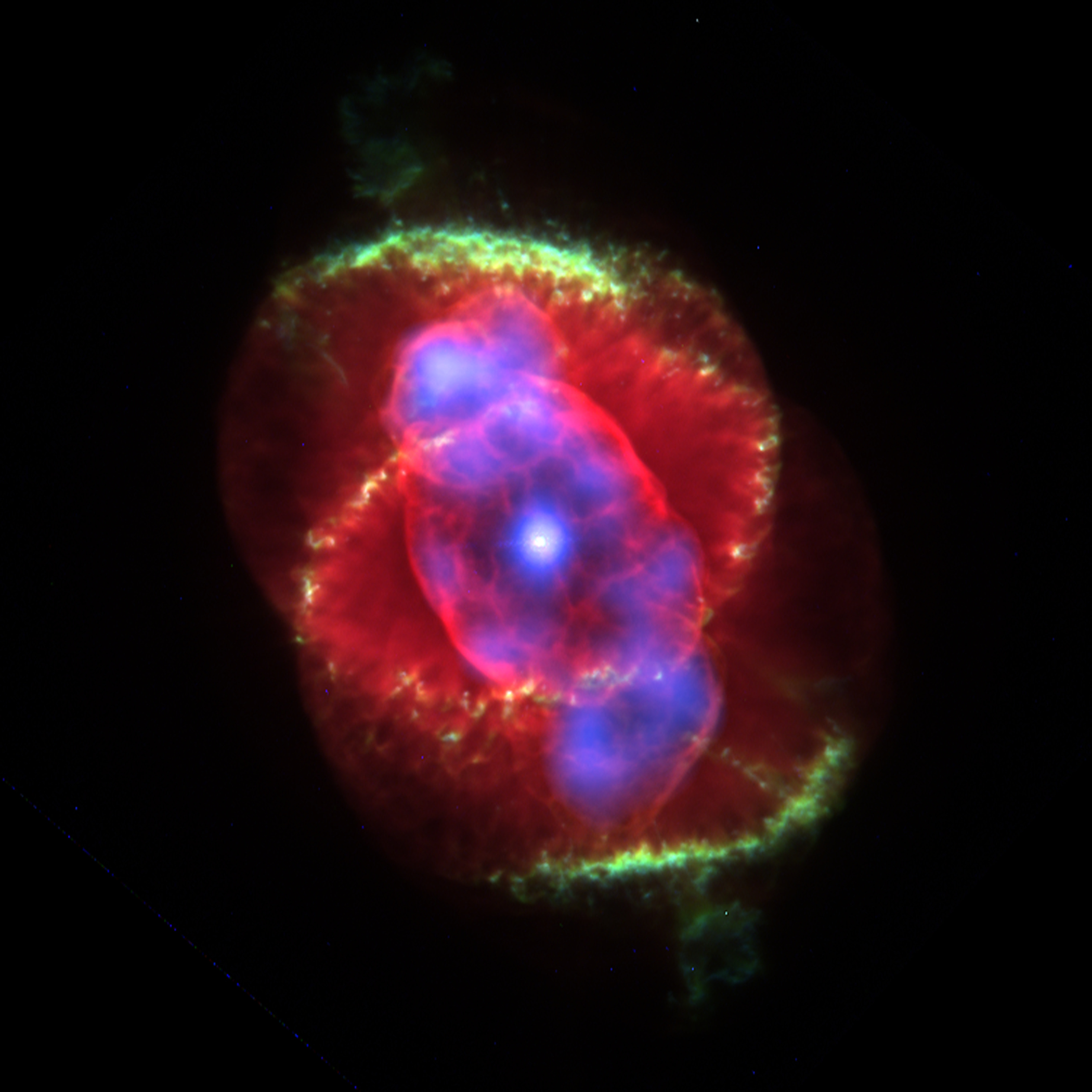
NGC 6543, mlhovina Kočičí oko

Planetární mlhovina je astronomický objekt skládající se z přibližně kulové zářící obálky plynů tvořený jistými typy hvězd na konci jejich života. Tento pojem nemá žádnou souvislost s planetami: název pochází z domnělé podobnosti se vzhledem obřích planet. Jev netrvá dlouho, trvá jen několik tisíc let z typického života hvězdy dosahujícího několik miliard let. V naší Galaxii známe asi 1 500 těchto objektů.
Planetární mlhoviny jsou důležitými astronomickými objekty, poněvadž hrají klíčovou roli v chemickém vývoji galaxie, vracejí materiál do mezihvězdného prostoru a obohacují jej tak o těžké prvky, produkty jaderné syntézy. V jiných galaxiích jsou planetární mlhoviny jedinými pozorovatelnými objekty poskytujícími informace o chemickém složení.
V posledních letech přinesl Hubbleův vesmírný dalekohled snímky, které odhalily, že mnoho planetárních mlhovin má velmi složitou a různorodou morfologii. Mechanismu vzniku tak široké palety tvarů a rysů dosud nebylo zcela porozuměno.

## Pozorování

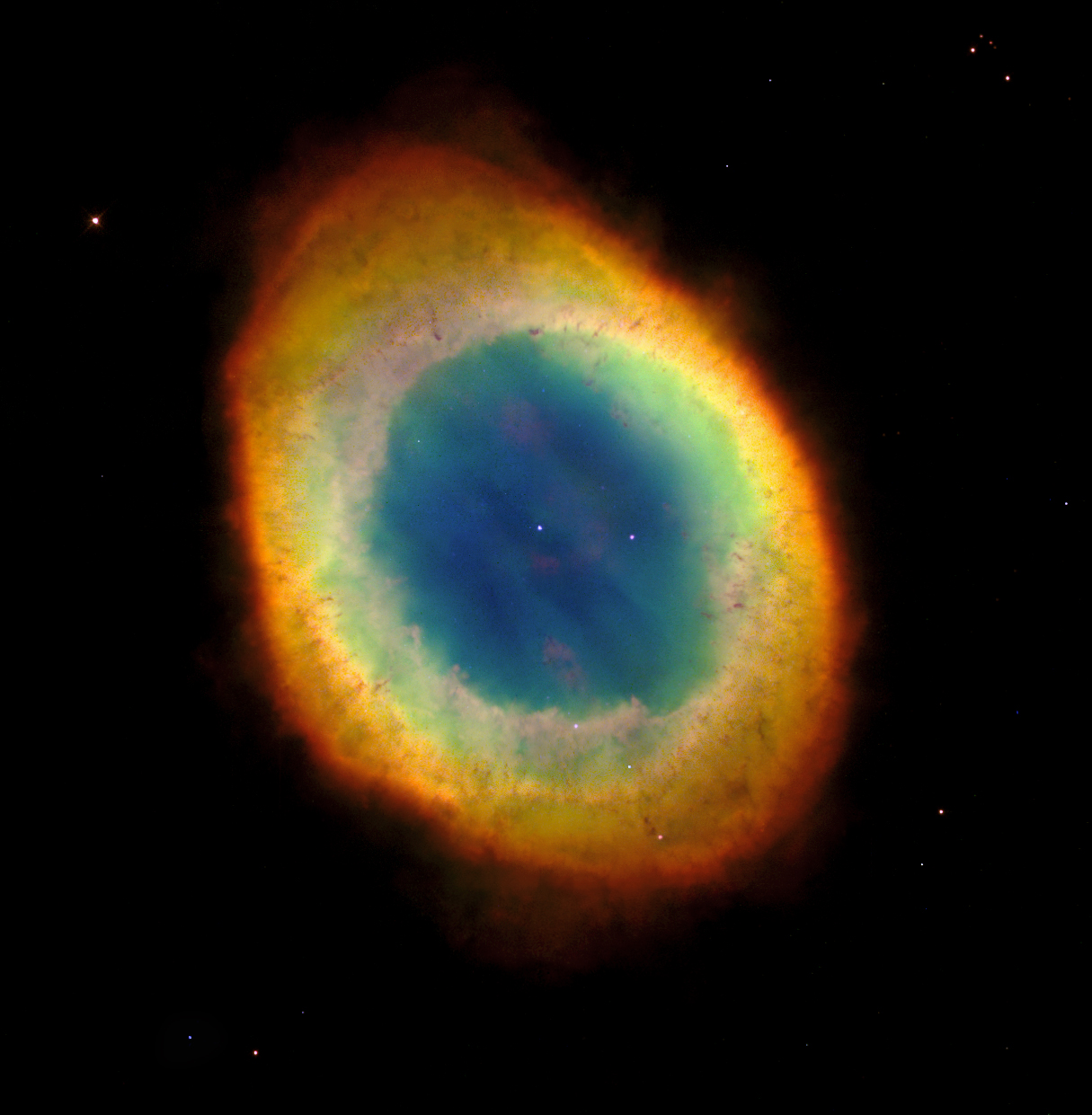
Prstencová mlhovina M57

Planetární mlhoviny jsou obvykle slabě viditelné objekty, žádná není viditelná pouhým okem. První objevená planetární mlhovina byla mlhovina Činka v souhvězdí Lištičky, pozorovaná Charlesem Messierem v roce 1764 a zapsaná jako M27 v jeho katalogu mlhovin. Prvním objevitelům se slabými dalekohledy se zdálo, že se M27 a jiné mlhoviny podobají plynným obrům, a William Herschel, objevitel Uranu, pro ně prosadil termín planetární mlhovina, ačkoliv, jak nyní víme, se velmi liší od planet.
Povaha planetárních mlhovin nebyla známa až do prvních spektroskopických pozorování v polovině 19. století. William Huggins byl jedním z prvních takových pozorovatelů, pro rozklad světla užíval optického hranolu. Jeho pozorování hvězd ukázalo, že mají spojitá spektra s mnoha temnými čarami na nich navrstvenými a později zjistil, že mnoho mlhovinových objektů jako mlhovina v Andromedě mají spektra podobná hvězdným — tyto mlhoviny se později ukázaly být galaxiemi.
Naproti tomu, když se podíval na mlhovinu Kočičí oko, našel velmi odlišné spektrum. Spíše než souvislé spektrum s navrstvenými absorpčními čarami vykazuje mlhovina Kočičí oko a jiné podobné objekty jen malý počet emisních čar. Nejjasnější z nich má vlnovou délku 500,7 nanometrů, což neodpovídalo čáře žádného známého prvku. Nejprve si vytvořil hypotézu, že na této délce vyzařuje dosud neznámý prvek, který nazval nebulium — podobná úvaha vedla k objevu hélia ve slunečním spektru v roce 1868.
Nicméně zatímco hélium se brzy po objevu ve slunečním spektru podařilo izolovat i na Zemi, nebulium nikoliv. Na počátku 20. století Henry Norris Russell předložil hypotézu, že spíše než neznámý vyzařuje vlnovou délku 500,7 nm známý prvek, jen za dosud neznámých podmínek.
Ve 20. letech 20. století fyzikové ukázali, že v plynu o extrémně nízké hustotě mohou elektrony obsadit excitované metastabilní energetické úrovně v atomech a iontech, které by jinak při vyšších hustotách byly velmi rychle deexcitovány srážkami. Přechody elektronů z těchto hladin dávají u kyslíku hodnotu 500,7 nm. Tyto spektrální čáry, které je možno spatřit jen plynů o velmi nízké hustotě, se nazývají zakázané čáry. Spektroskopická pozorování tedy ukazují, že mlhoviny jsou tvořeny extrémně zředěným plynem.
Jak je vysvětleno dále, centrální hvězdy planetárních mlhovin jsou velmi horké. Jejich jasnost je naproti tomu velmi malá, z čehož plyne, že musí být velmi malé. Pouze v okamžiku, kdy hvězda vyčerpá všechno své nukleární palivo, se může smrštit do tak malé velikosti a tak lze planetární mlhoviny chápat jako závěrečnou fázi vývoje hvězdy. Spektroskopická pozorování ukazují, že všechny planetární mlhoviny expandují, což evokuje myšlenku, že planetární mlhoviny jsou vnější vrstvy hvězdy odhozené do prostoru na konci jejího života.

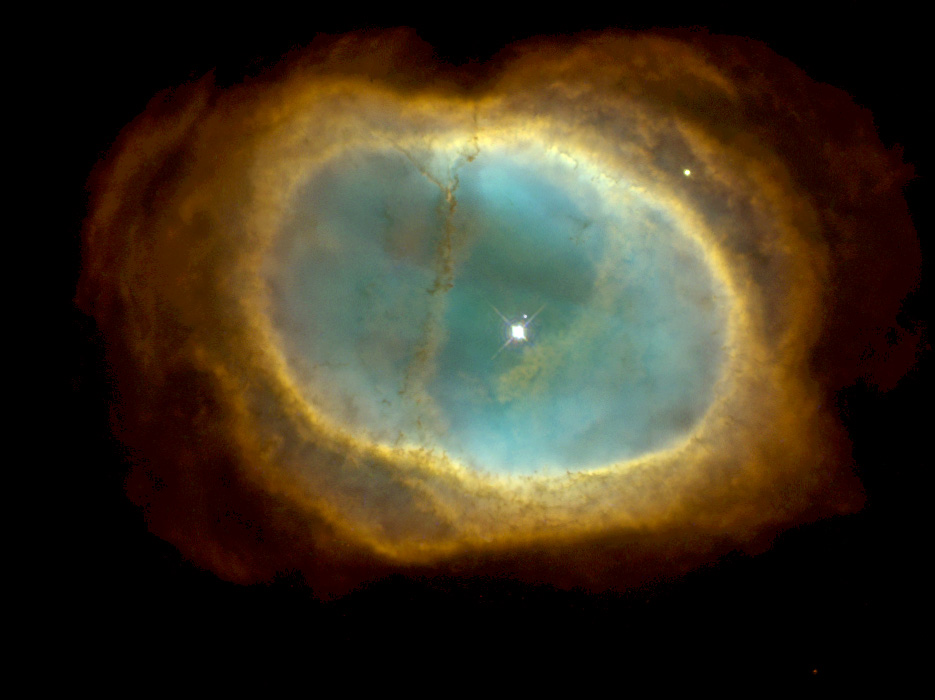
NGC 3132

Na konci 20. století umožnil technologický pokrok prohloubit studium planetárních mlhovin. Kosmické dalekohledy umožnily astronomům studovat světelné emise mimo viditelné světlo, neviditelné z pozemských observatoří. Infračervené a ultrafialové studie planetárních mlhovin dovolily mnohem přesnější určení teploty, hustoty a četnosti výskytu mlhovin. Technologie CCD umožňuje oproti dřívějším možnostem mnohem přesnější měření i velmi slabých spektrálních čar. Hubbleův vesmírný dalekohled také ukázal, že ačkoliv se mnoho mlhovin ze Země zdá být jednoduchými a pravidelnými, při velmi vysokém optickém rozlišení dosažitelném nad zemskou atmosférou byly odhaleny i velmi složité struktury.

## Původ

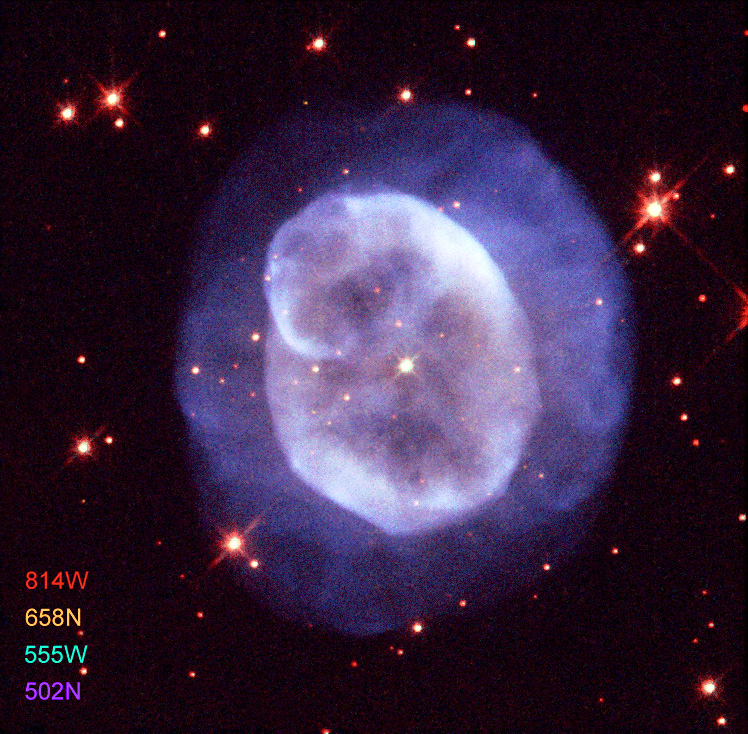
NGC 5979

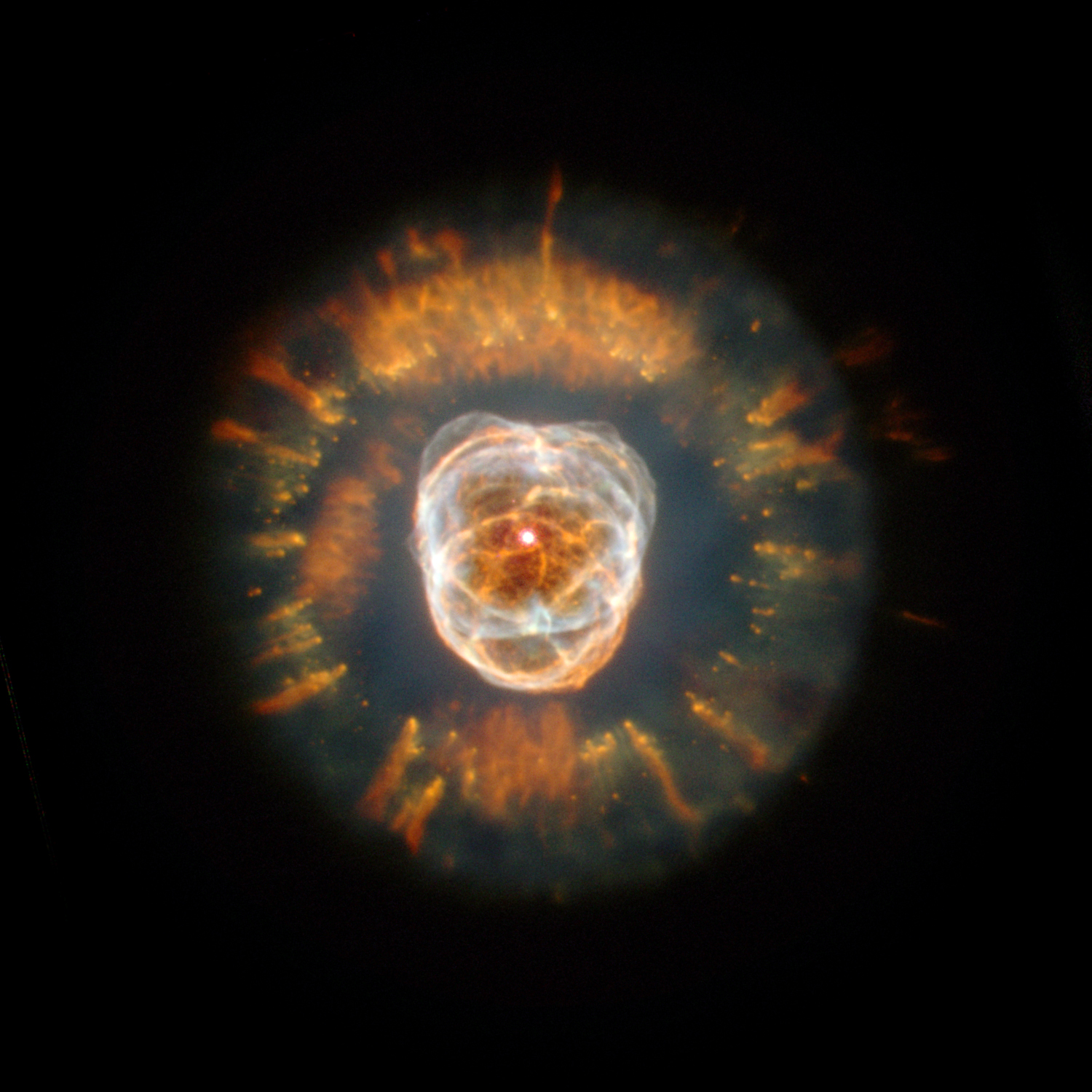
NGC 2392

Planetární mlhoviny jsou konečným stádiem vývoje většiny hvězd. Naše Slunce je velmi průměrnou hvězdou a pouze malé množství hvězd má mnohem větší hmotnost než ono. Hvězdy mající více než několik slunečních hmotností končí svůj život při dramatické explozi supernovy, ale průměrné a méně hmotné hvězdy na konci vytvářejí planetární mlhovinu.
Typická hvězda vážící méně než dvojnásobek hmotnosti Slunce stráví většinu svého života zářením produkovaným nukleární fúzí, která přeměňuje vodík na hélium v jejím jádře. Energie uvolňovaná fúzními reakcemi zabraňuje gravitačnímu kolapsu hvězdy a hvězda je proto stabilní.
Po několika miliardách let hvězda vyčerpá své zásoby vodíku a v jádře už není dost energie, která by mohla bránit tlaku vnějších vrstev. Jádro se proto smršťuje a zahřívá. Dnešní sluneční jádro má teplotu 15 miliónů K, jakmile však vyčerpá svůj vodík, smršťování jádra zvýší teplotu asi na 100 miliónů K.
Vnější vrstvy hvězdy se naopak díky velmi vysoké teplotě předávané z jádra enormně rozepnou a poté stanou mnohem chladnější. Hvězda se změní v rudého obra. Jádro hvězdy pokračuje ve smršťování a zahřívání, jakmile však teplota dosáhne 100 miliónů K, jádra hélia se začnou spojovat a vzniká tak uhlík a kyslík. Obnovení fúzních reakcí zastaví kontrakci jádra hvězdy. Hoření hélia brzy vytvoří inertní jádro hvězdy z uhlíku a kyslíku obklopené slupkou hélia.
Fúze hélia je extrémně citlivá na teplotu s reakční rychlostí úměrnou T40. To znamená, že pouhý 2% nárůst teploty více než zdvojnásobí rychlost reakcí. To činí hvězdu velmi nestabilní – malé zvýšení teploty vede k prudkému nárůstu rychlosti reakcí, což uvolní velké množství energie dále zvyšující teplotu. Héliová hořící slupka rychle expanduje a ochladí se, což opět sníží rychlost reakcí. To vytváří mohutné pulsace, které se časem stanou dostatečně mohutnými na to, aby odhodily celou hvězdnou atmosféru do prostoru.
Vyvržené plyny se zformují v mrak materiálu kolem nyní již obnaženého jádra hvězdy. Jak se stále větší a větší část atmosféry vzdaluje od hvězdy, jsou obnažovány stále hlubší a hlubší vrstvy o vyšší a vyšší teplotě. Jakmile obnažený povrch dosáhne teploty 30 000 K, začne se uvolňovat dost ultrafialových fotonů, aby došlo k ionizaci vyvržené atmosféry, což způsobí její svit. Mrak se stane planetární mlhovinou.

## Životnost mlhovin
Plyny planetárních mlhovin se pohybují od centrální hvězdy rychlostí několika kilometrů za sekundu. Ve stejné chvíli, kdy plyny expandují, se centrální hvězda ochlazuje, jak vyzařuje svou energii — fúzní reakce se zastavují, protože hvězda není dostatečně hmotná, aby dosáhla teploty jádra nutné pro fúzi uhlíku a kyslíku. Nakonec se ochladí natolik, že není schopna vydávat dost ultrafialového záření, aby udržela vzdalující se plyny ionizované. Hvězda se stane bílým trpaslíkem a atomy a molekuly plynného mraku se rekombinují, čímž se pro nás stanou neviditelnými.

## Galaktická recyklace
Planetární mlhoviny hrají velmi důležitou roli v galaktické evoluci. Raný vesmír se skládal téměř kompletně pouze z vodíku a hélia, těžší prvky je možno vytvořit pomocí nukleární fúze pouze ve hvězdách. Plyny z planetárních mlhovin obsahují velký podíl prvků jako uhlík, dusík a kyslík, a jakmile se dostatečně rozepnou a dostanou do mezihvězdného prostoru, obohacují jej těžšími prvky, astronomy souhrnně nazývanými kovy.
Následující generace hvězd, která se zformovala, obsahovala již od počátku těžší prvky. Ačkoliv jsou tyto těžší prvky pouze malou částí hvězdy, mají významný dopad na její vývoj. Hvězdy vytvořené velmi brzy po počátku vesmíru, obsahující extrémně malé množství těžších prvků, jsou známy jako hvězdy populace II (hvězdy 1. generace), zatímco mladší hvězdy s vyšším podílem těžších prvků jsou známy jako hvězdy populace I (hvězdy 2. generace).

## Vlastnosti

### Fyzikální vlastnosti

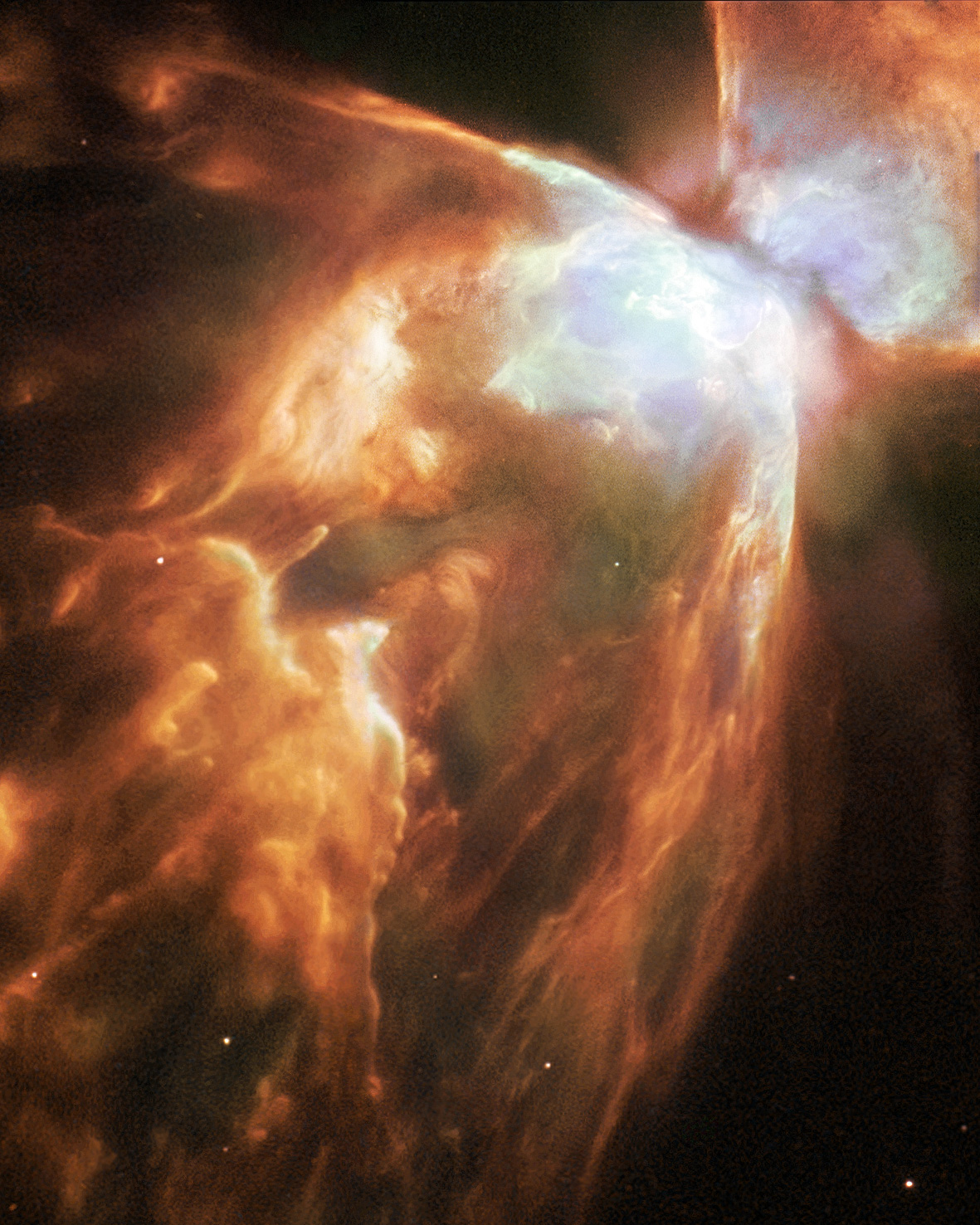
NGC 6302

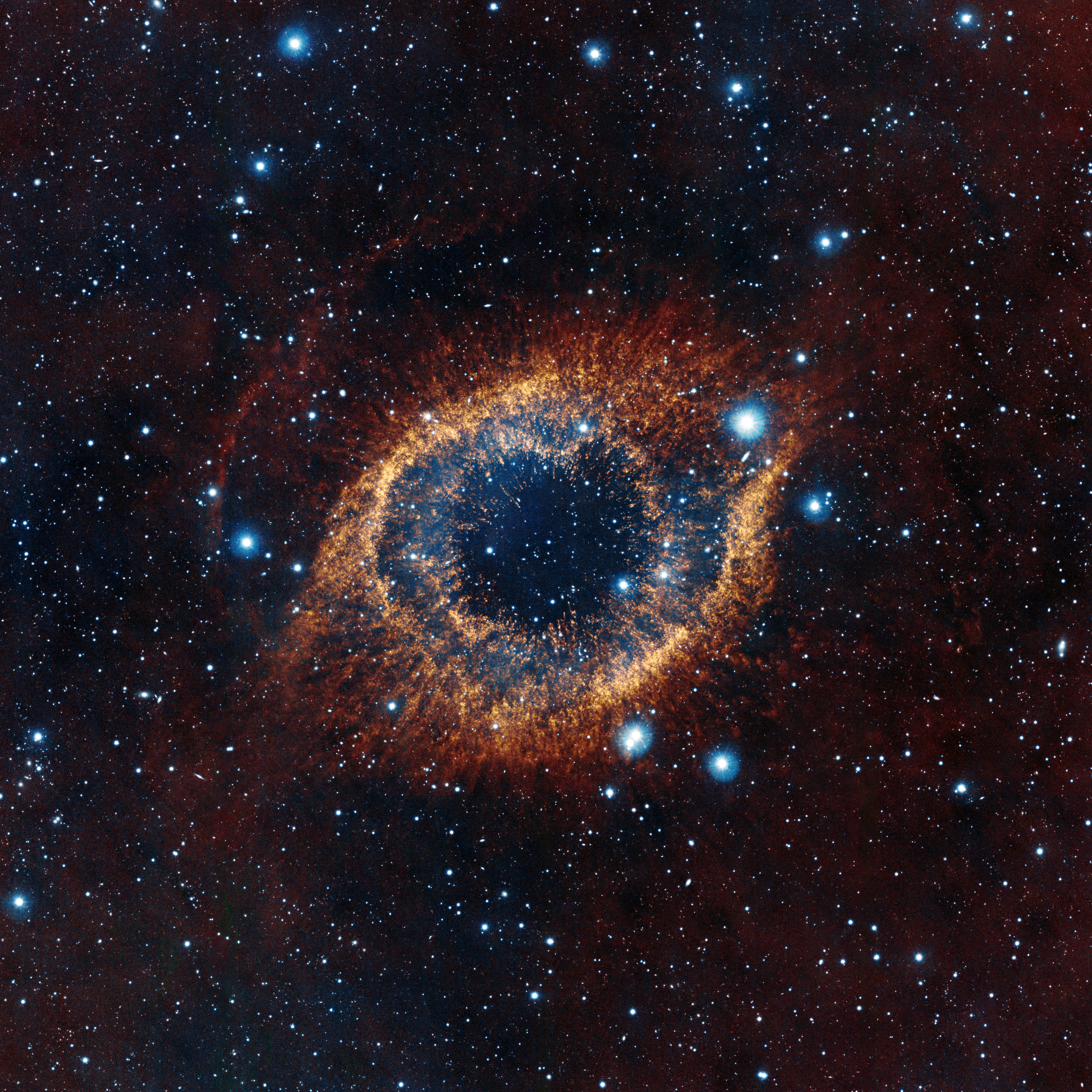
Planetární mlhovina Helix

Typická planetární mlhovina má zhruba světelný rok na délku a obsahuje extrémně zředěný plyn s hustotou obvykle kolem 1000 částic v cm3 – takže je asi biliardakrát řidší než zemská atmosféra. Mladší planetární mlhoviny mají větší hustotu, někdy i vyšší než 106 částic na cm3. Jak mlhovina stárne, její rozpínání způsobuje snižování hustoty.
Záření z centrální hvězdy ohřívá plyny na teploty asi 10 000 K. Navzdory intuici se teplota plynů se vzrůstající vzdáleností od centrální hvězdy zvyšuje. Čím energetičtější je foton, tím obtížněji je absorbovatelný, a proto jsou nízkoenergetické fotony prvními, které jsou absorbovány. Ve vnějších objemnějších částech mlhoviny jsou nízkoenergetické fotony již pohlceny a zbývající vysokoenergetické fotony dávají mnohem vyšší teploty.
Mlhoviny lze popisovat jako ohraničené zářením nebo ohraničené hmotou. V prvním případě je kolem hvězdy tolik hmoty, že jsou všechny její ultrafialové fotony absorbovány a viditelná mlhovina je obklopena množstvím neionizovaného plynu. V druhém případě vyzařuje centrální hvězda dost ultrafialového záření, aby ionizovala všechen okolní plyn.

### Počet a rozdělení
V současné době v naší Galaxii, která se skládá z více než 200 miliard hvězd, známe asi 1 500 planetárních mlhovin. Jejich vzácnost je dána jejich velmi krátkým životem ve srovnání s celkovou délkou života hvězdy. Nacházejí se většinou poblíž roviny Mléčné dráhy s největší koncentrací poblíž galaktického centra. Jen velmi výjimečně je lze vidět ve hvězdokupách, pouze v jednom nebo dvou případech.
Přestože CCD prvky v moderní astronomii téměř úplně nahradily fotografický film, poslední průzkumy, které významně zvýšily počet známých planetárních mlhovin, používaly film Kodak Technical Pan spolu s velmi kvalitním filtrem izolujícím nejsvětlejší emisní čáry vodíku, které silně emitují téměř všechny planetární mlhoviny.

### Morfologie
Obecně řečeno, planetární mlhoviny by měly být symetrické nebo téměř kulové, je však možné pozorovat široké spektrum tvarů a složitých forem. Přibližně 10% planetárních mlhovin jsou přísně bipolární a malé množství je asymetrické. Jedna je téměř pravoúhlá. Příčinám tak velkého množství forem není zcela porozuměno, ale může být způsobeno gravitačními interakcemi s hvězdným průvodcem, pokud je centrální hvězda složkou dvojhvězdy, nebo narušováním toku materiálu vzdálenějšími planetami (které ještě nebyly pohlceny) ve chvíli, kdy se mlhovina formuje. Velmi důležitou roli při tvarování mlhoviny hraje také magnetické pole, které může být velmi složitě tvarované a ionizovaný plyn tyto tvary kopíruje.

## Současná témata studií o planetárních mlhovinách
Dlouho přetrvávajícím problémem studia planetárních mlhovin je, stejně jako v mnoha jiných případech, že jejich vzdálenosti nejsou přesně určeny. Jen pro velmi málo blízkých planetárních mlhovin je možné určit vzdálenosti změřením jejich expanzní paralaxu: pozorování o vysokém rozlišení po několika letech ukážou expanzi mlhoviny kolmo na linii pohledu, zatímco stroboskopická pozorování Dopplerova posunu odhalí rychlost expanze v linii pohledu. Porovnání úhlové expanze s odvozenou rychlostí odhalí vzdálenost mlhoviny.
Problém vytváření širokého spektra rozmanitých tvarů mlhovin je kontroverzním tématem. Především se má za to, že interakce mezi vypuzenými materiály pohybujícími se rozdílnými rychlostmi vysvětluje většinu pozorovaných tvarů. Nicméně někteří astronomové věří, že dvojice centrálních hvězd je odpovědná za přinejmenším některé z nejsložitějších planetárních mlhovin extrémních tvarů.
Existují dvě odlišné cesty určování četnosti kovů v mlhovinách, ke kterým se vztahují různé typy spektrálních čar, a občas se vyskytují velké nesrovnalosti mezi výsledky odvozenými z těchto dvou metod. Někteří astronomové to přičítají přítomnosti malých teplotních fluktuací uvnitř planetárních mlhovin; jiní tvrdí, že nesrovnalosti jsou příliš velké na to, aby mohly být vysvětleny pomocí teplotních vlivů, a pro vysvětlení předpokládají existenci studených chuchvalců obsahujících velmi malé množství vodíku. Nicméně žádné takové chuchvalce dosud nebyly pozorovány.